# Rocca di Radicofani
La rocca o castello o fortezza di Radicofani è una storica fortezza di tipo prettamente difensivo costruita su un preesistente castello di origine medioevale. È di proprietà demaniale ed è adibito a struttura museale.
Si trova nel comune di Radicofani, lungo la via Cassia o via Francigena che nell'antichità collegava Roma con la Toscana e il Nord Italia.

## Storia
La fortezza si erge su una rocca basaltica alta 896 metri, a strapiombo sul borgo antico di Radicofani.
Da essa si domina tutto il territorio circostante con il Monte Cetona, la Val d'Orcia e il Monte Amiata. 
Viene citata per la prima volta nel 973 e da allora, per la sua importanza strategica, la Rocca fu sempre contesa. 
In principio Radicofani fu sotto il controllo dell'abbazia Benedettina del Monte Amiata ma nel 1081 le fu tolta da parte dei conti Aldobrandeschi. 
Nel 1139 passò sotto il controllo dei Senesi ma i monaci non si rassegnarono per cui si dovette addivenire ad un compromesso con l'aiuto della Chiesa Romana, alla quale fu concessa, nella persona di Papa Eugenio III, in locazione perpetua metà della rocca.
Adriano IV, successore di Eugenio, fece subito potenziare il castello e Innocenzo III proseguì i lavori.
Da questo periodo in poi Radicofani si trovò continuamente disputata tra la Repubblica di Siena e Orvieto alleata dei fiorentini, con la costante intromissione del Papato romano.
Nel 1262 la rocca divenne dominio della famiglia Salimbeni, guelfi fuoriusciti da Siena, l'anno successivo i senesi la riespugnarono distruggendone gran parte delle mura. 
Lo stesso accadde nel 1264-65, poi ci fu una rivolta contro il potere della Chiesa (1284) fino a quando, nel 1297 cadde nelle mani del famoso brigante Ghino di Tacco, che da qui fino all'anno 1300 condusse numerosi attacchi ai senesi. 
Nel 1301-1302 Radicofani fu nuovamente al centro della guerra condotta da Guido di Montfort e Margherita Aldobrandeschi, ghibellini, contro i comuni guelfi alleati del papato. I Guelfi vinsero la guerra e la rocca restò in pace per diversi decenni sotto il controllo papale.
Siena non accettò mai tale situazione e nel 1352 ricominciò la disputa fra le due potenze, sanata con la concessione papale della signoria sul castello nuovamente alla famiglia Salimbeni. Finalmente, nel 1405, la Signoria Senese e la famiglia Salimbeni sottoscrissero la pace e il castello passò a Siena. 
Nel 1417 si iniziò da parte dei senesi la costruzione di una nuova fortezza bastionata adatta a resistere alle nuove armi da guerra attorno al nucleo originario della rocca.
Nel 1555 avvenne l'ultimo fatto storico rilevante che interessò la rocca quando fu assediata, bombardata e invasa dalle forze imperiali alleate di Cosimo I Granduca di Toscana, che, divenuto padrone di tutta la Toscana, intervenne sul castello, esaltandone il ruolo difensivo ed affidò all'architetto Baldassarre Lanci il compito di completare l'imponente fortezza con dei lavori che durarono dal 1560 fino al 1567.
Già in disuso, la fortezza venne pesantemente danneggiata nel 1735 per mano dello stesso comandante della fortezza, Piero da Piancastagnaio, per ritorsione contro il suo sollevamento dall'incarico.

## Architettura

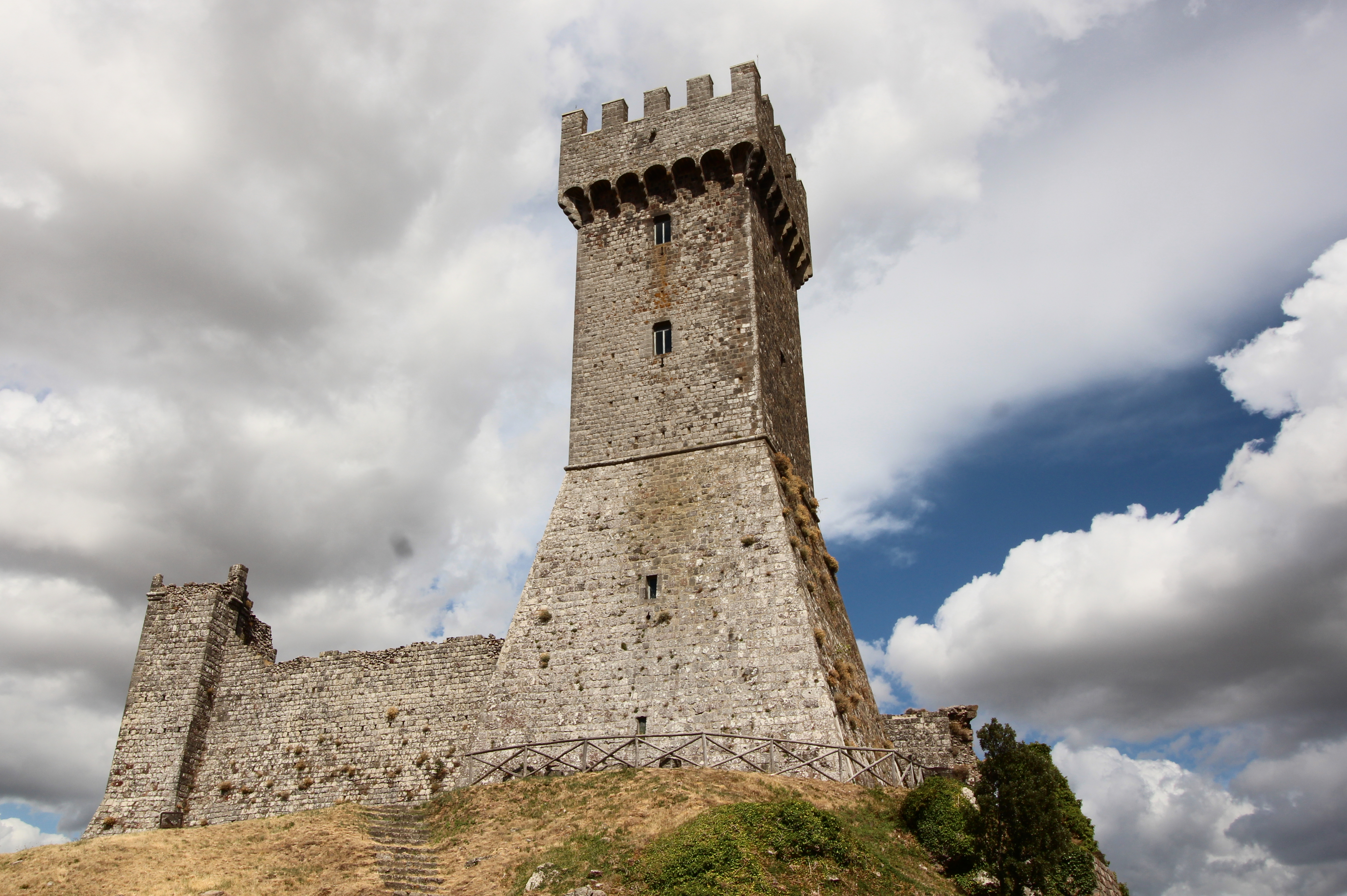
Il mastio, la formazione più antica della rocca

La primitiva rocca ha una pianta quasi triangolare ed è dotata di un possente mastio che oggi si presenta in buono stato grazie ai lavori di restauro effettuati nel 1929 (il mastio è stato oggetto di una completa ricostruzione, con forma molto differente rispetto all'originale). All'interno del mastio è ospitato il museo del Cassero con reperti rinvenuti nel corso degli scavi archeologici eseguiti durante il recente restauro. Interessanti sono anche i resti degli altri lati del nucleo più antico, con resti di beccatelli per la difesa piombante e delle altre torri d'angolo. 
Attorno a questa si svolge la prima cerchia della fortezza bastionata costruita da belle pietre da taglio, con quattro lati irregolari, oggetto di un importante lavoro di restauro che li ha riportati al loro antico splendore.
La fortezza fu in seguito ampliata verso nord, essendo il lato sud già naturalmente protetto da una forte scarpata, ma di queste mura non restano grandi tracce, ad eccezione dei bastioni d'angolo al fianco di uno dei quali si apre l'antica porta d'accesso. Le due fortezze cingono in pratica l'intera rupe basaltica su livelli differenti, rendendo quasi impossibile raggiungere il cuore della fortificazione da qualsiasi lato.
Il castello venne restaurato con un progetto FIO (Fondo per gli Investimenti e l'Occupazione) del valore di oltre 9 miliardi. Dal gennaio 1999 la fortezza è stata riaperta al pubblico divenendo interamente visitabile, compresi tutti i camminamenti sotterranei e le postazioni di tiro.